# Albert Ellis
Albert Ellis, född 27 september 1913 i Pittsburgh i USA, död 24 juli 2007 i New York i USA, var en amerikansk psykolog. Han utvecklade rationell emotiv beteendeterapi och var med och grundade kognitiv beteendeterapi.